# لوزو أتستينو
لوزو أتستينو (بالإيطالية: Lozzo Atestino)‏ هي بلدية في مقاطعة باذوة في منطقة فنيتة الإيطالية، وتقع على بعد 60 كيلومتر (37 ميلًا) جنوب غرب مدينة البندقية و25 كيلومتر (16 ميلًا) جنوب غرب منطقة باذوة.